# Josef Yohannes
Josef Yohannes (Copenhague, 30 de diciembre de 1980) es un autor y artista de cómics noruego-eritreo que ha ganado reconocimiento por su trabajo en la industria de los cómics noruegos. La serie de cómics debut de Yohannes, "La leyenda urbana", fue publicada por primera vez en 2012 y rápidamente ganó popularidad entre los lectores noruegos. Dagbladet informó sobre el éxito de la serie en un artículo de 2012.
Además de su trabajo como artista de cómics, Yohannes ha escrito varios libros. Yohannes escribió "Superhelter i norsk by" ("Superhéroes en ciudades noruegas"), un libro que explora la historia de los cómics de superhéroes en Noruega.
El trabajo de Yohannes también ha sido reconocido con varios premios. Recibió el "Fagprisen" al Mejor Artista de Cómics en 2014 y el "Sproingprisen" al Mejor Cómic Noruego en 2015.
Yohannes también ha participado en proyectos comunitarios. Trabajó en una serie de cómics en memoria de Benjamin Hermansen, un joven noruego de ascendencia africana que fue asesinado en 2001.
Yohannes fue invitado a la Embajada de los Estados Unidos en Noruega para presentar su trabajo y participar en una proyección de la película de Marvel "Black Panther" en honor al Mes de la Historia Negra. El evento fue informado por la Embajada de los Estados Unidos en Noruega.